# Papel mata-borrão

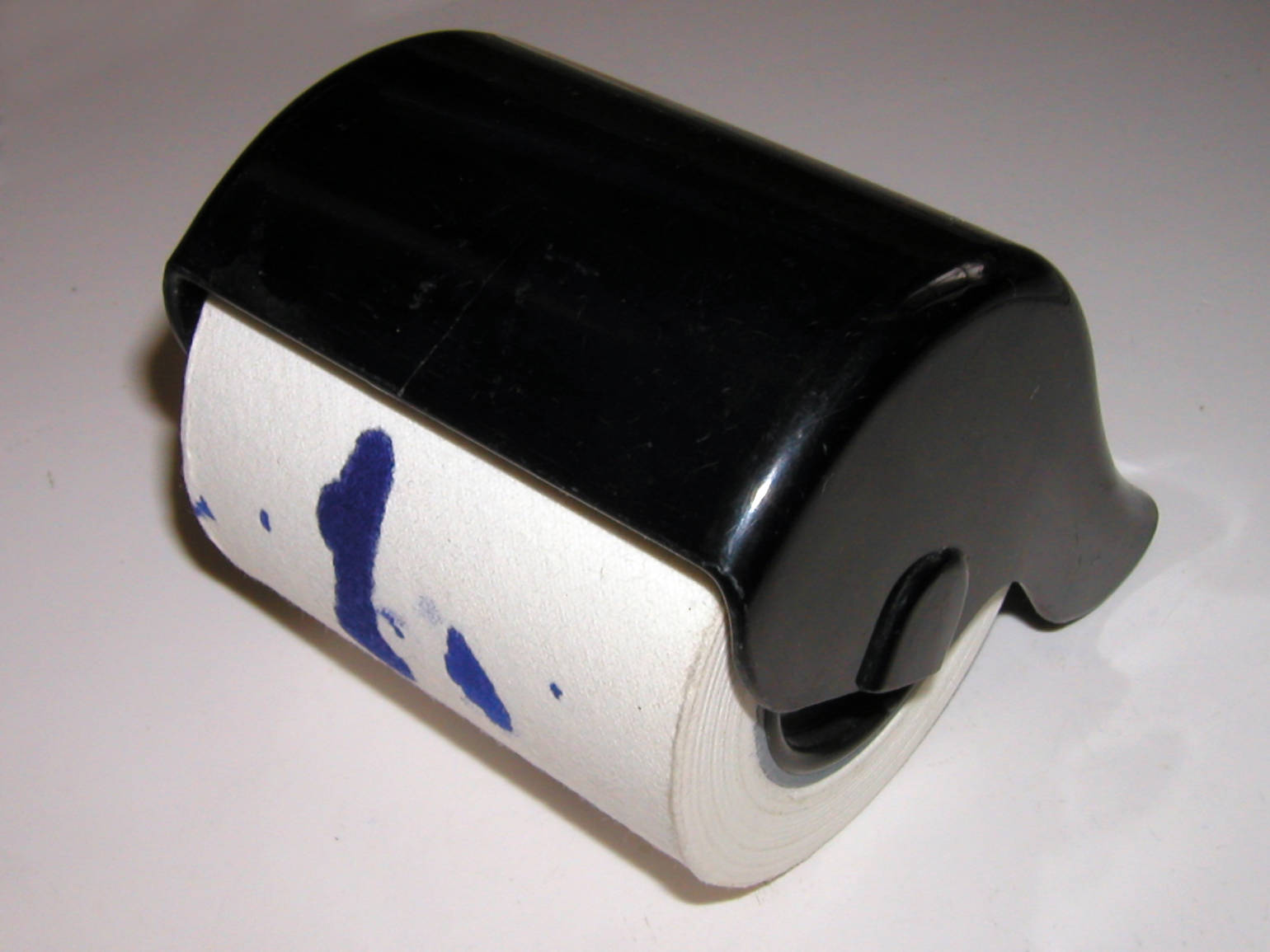
Papel mata-borrão em rolo

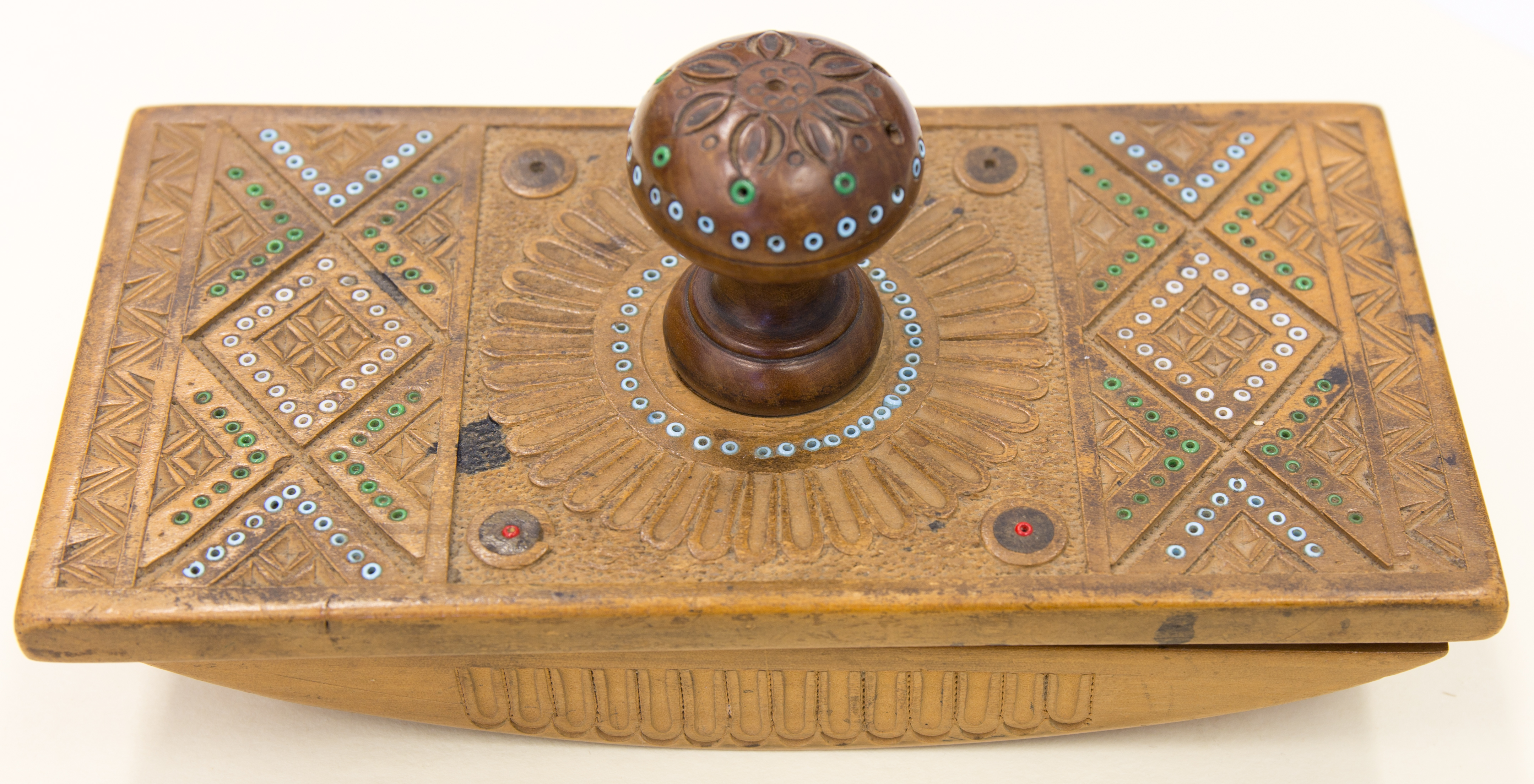
Porta mata-borrão da Alemanha, objeto do Museum Europäischer Kulturen, Berlim.

Papel mata-borrão é um tipo de papel capaz de absorver com facilidade o excesso de substâncias líquidas (como tinta ou óleo) da superfície do papel ou de outros objetos. É usado principalmente em microscopia para remover o excesso de líquidos da lâmina antes da visualização. Também pode ser utilizado para remoção de maquiagem e oleosidade da pele.

## Fabricação
O papel mata-borrão pode ser fabricado a partir de diferentes materiais, variando a sua espessura, suavidade consoante a aplicação desejada. Na maioria das vezes é feito a partir de fibras de algodão.

## História
Acredita-se que esse tipo de papel foi inventado por acidente durante o século XV no condado de Norfolk, Inglaterra. Outro relato diz que um trabalhador de uma fábrica de papel de Berkshire criou o papel e que, posteriormente, alguém tentou escrever nele e descobriu que ele absorvia rapidamente qualquer tinta aplicada, tornando-o inutilizável para escrita. Sua marcada absorvência, entretanto, levou à sua posterior produção e utilização como mata borrão.

## Aplicações

### Arte
Um tipo de papel mata-borrão chamado de papel aquarela permitindo uma absorção muito melhor de água e pigmentos do que papéis comuns. Embora geralmente classificado como separado do papel mata-borrão, as diferenças na constituição e na espessura do papel mata-borrão e do papel aquarela são sutis, mas o processo de produção é quase idêntico.

### Escrita
A maior utilização do papel mata-borrão foi como absorvente de tinta, quando se usava penas ou canetas de tinta-permanente na escrita. O papel era usado no final da escrita de uma carta ou documento para absorver o excesso de tinta que ainda não tinha secado ou quando sucedia um derrame para evitar o alastramento da nódoa. As folhas de papel mata-borrão, tanto em folhas individuais, ou agregadas numa peça oscilante faziam parte do típico material de escritório até ao final dos anos 1970.
Quando usada para remover tinta de escritos, a escrita pode aparecer ao contrário na superfície do mata-borrão, um fenômeno que foi usado no enredo de diversas série de histórias de detetive, como na história de Sherlock Holmes The Adventure of the Missing Three-Quarter.

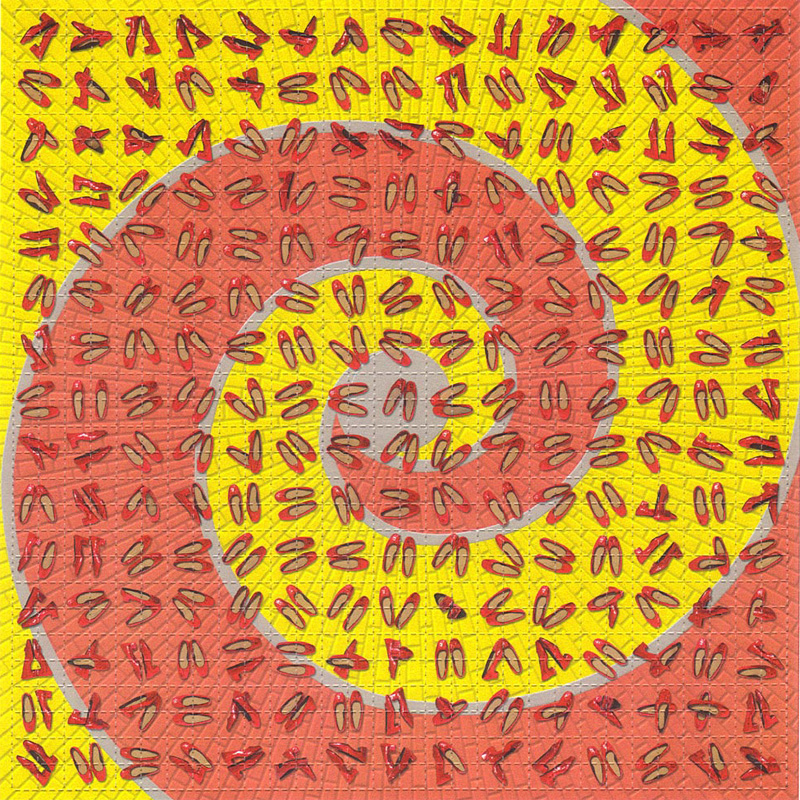
Papel mata-borrão com LSD – Arte blotter

### Análises químicas
O papel mata-borrão é usado em análises químicas como fase estacionária em cromatografia de camada fina. Também é usado para medir o pH de piscinas por meio de pequenos quadrados de papel absorvente presos a tiras de plástico descartáveis.

### Drogas
Certas drogas, principalmente o LSD são distribuídas em papel mata-borrão. Neste caso a droga, em solução líquida, é absorvida pelo papel mata-borrão, o qual é cortado em doses individuais aos quadrados e distribuída aos consumidores.

### Cosmética
O papel mata-borrão é vendido como um produto de beleza para manter a saúde da pele, As companhias que o fabricam sugerem que o mesmo "melhora a saúde da pele removendo o excesso de óleo que pode levar ao entupimento dos poros e borbulhas". Este tipo de aplicação do papel mata-borrão é originária do Japão e é conhecida pelo seu nome japonês, Aburatorigami.

### Rituais ocultos
Durante a renascença na Islândia, o papel mata-borrão era usado como uma ferramenta para magia cerimonial. Isso se torna perceptível no Galdrabók, um grimório do período em que o leitor é direcionado a desenhar sigilos em papel mata-borrão para obter sucesso.